# Transports dans l'Aude
Les transports dans le département français de l'Aude sont caractérisés par la position de carrefour naturel de ce département, au croisement des flux longeant la côté méditerranéenne entre la vallée du Rhône et l'Espagne et de ceux arrivant d'Aquitaine par le seuil de Naurouze (entre Carcassonne et Toulouse). Narbonne et sa région sont ainsi un carrefour depuis l'Antiquité. L'un des plus anciens canaux de France (le canal du Midi), l'une des plus anciennes autoroutes interurbaines du sud-ouest de la France (l'autoroute A9) et un nœud ferroviaire principal du réseau ferroviaire français (la gare de Narbonne) sont ainsi tous situés dans l'Aude. Cette situation de carrefour de la Narbonnaise et de couloir de communication de la vallée de l'Aude ne doivent néanmoins pas cacher la situation de relatif isolement du sud du département (hors plaine côtière).

## Transport routier

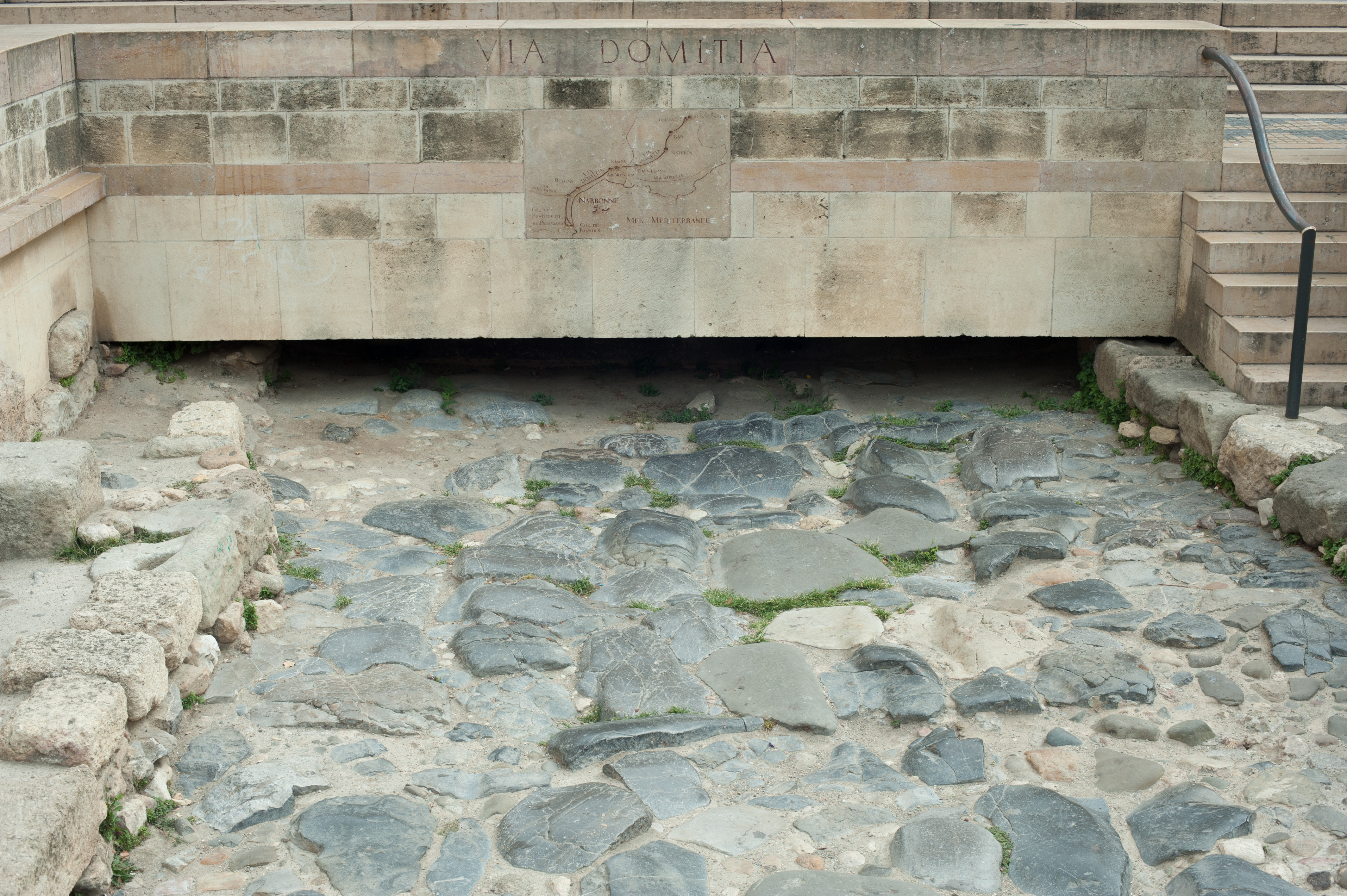
Vestiges de la Via Domitia mis en valeur devant l'Hôtel de Ville de Narbonne.

### Infrastructures routières
Dès l'époque romaine, Narbonne se développe au carrefour de deux des voies les plus importantes de la Gaule romaine, la Via Domitia reliant l'Italie à l'Espagne par la plaine languedocienne et la Via Aquitania se dirigeant vers Toulouse et Bordeaux par le seuil de Naurouze.
Jusqu'à nos jours, ces deux axes de transport structurent le département : l'autoroute A9 et l'autoroute A61 possèdent un trafic élevé, partout supérieur à 38 000 véhicules/jour et jusqu'à 72 000 véhicules/jour pour l'A9 au niveau de Narbonne, soit un trafic rarement atteint en France hors périphérie des grandes métropoles. Ces deux voies ont remplacé pour le trafic longue distance la route nationale 9 et la route nationale 113, qui conservent toutefois une grande importance pour le trafic de moyenne distance entre les principales villes du département.

### Transport collectif de voyageurs
L'Aude est desservie par le réseau régional de transport routier liO, qui exploite une dizaine de lignes régulières dans le département, pour la plupart au départ de Carcassonne ou Narbonne.

## Transport ferroviaire

### Historique

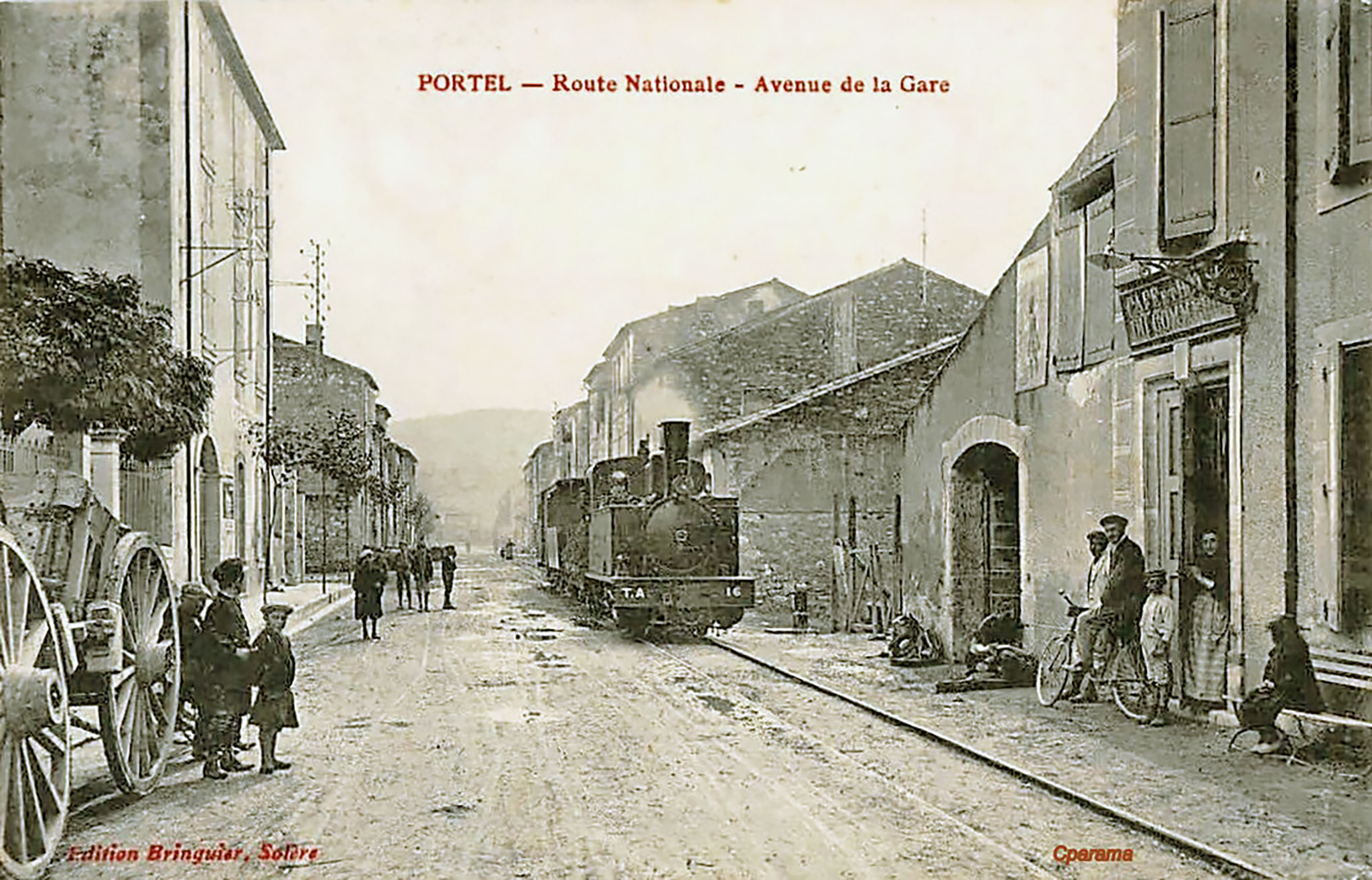
Un train des Tramways de l'Aude à Portel-des-Corbières au début du XXe siècle.

La première ligne de chemin de fer du département est la ligne de Bordeaux-Saint-Jean à Sète-Ville, ouverte en 1857 ; quelques mois plus tard, la gare de Narbonne devient un carrefour lors de l'ouverture de la ligne vers Perpignan. Le réseau d’intérêt général développé dans le département par la Compagnie des chemins de fer du Midi et du Canal latéral à la Garonne (Midi) n'a jamais été étendu : hormis les deux axes principaux précités, les lignes d'intérêt général ont été peu nombreuses et aucune n'a jamais été mise à double voie. À la fin du XIXe siècle, le chemin de fer d’intérêt général atteignait notamment Bize-Minervois, Bram, Carcassonne, Castelnaudary, Caunes-Minervois, Coursan, Espéraza, Lézignan-Corbières, Limoux, Narbonne, Port-la-Nouvelle, Quillan, Rieux-Minervois et Trèbes ; mais le massif des Corbières, entre autres, restait impénétré.
L'Aude a également été desservie à partir de 1901 par l'important réseau de chemins de fer d’intérêt local des Tramways à vapeur de l'Aude. Ce réseau s'étendait sur 342 km et comptait douze lignes à son apogée : particulièrement maillé dans les Corbières, il desservait également le Minervois, la Narbonnaise et l'ouest du département. Le réseau des Tramways à vapeur de l'Aude a précocement disparu, dès 1932.
En 1935, la ligne de Bordeaux-Saint-Jean à Sète-Ville est l'une des premières grandes lignes de plaine électrifiées en France ; c'est presque cinquante ans plus tard, en 1981, que la Ligne de Narbonne à Port-Bou (frontière) le sera à son tour. Le développement du réseau de lignes à grande vitesse à la fin du XXe siècle a conduit à une modification de l'itinéraire reliant l'Aude et les Pyrénées-Orientales à Paris : si l'itinéraire le plus court passait initialement par Toulouse, les TGV inOui relient maintenant Paris à Narbonne par la vallée de la Rhône, donnant à l'axe Toulouse-Narbonne un caractère presque exclusivement transversal.
|                                             |
| Le réseau ferroviaire à son apogée en 1930. |

|                                     |
| Le réseau ferroviaire de nos jours. |

|                                                    |
| Carte animée de l’évolution du réseau ferroviaire. |

### Situation actuelle

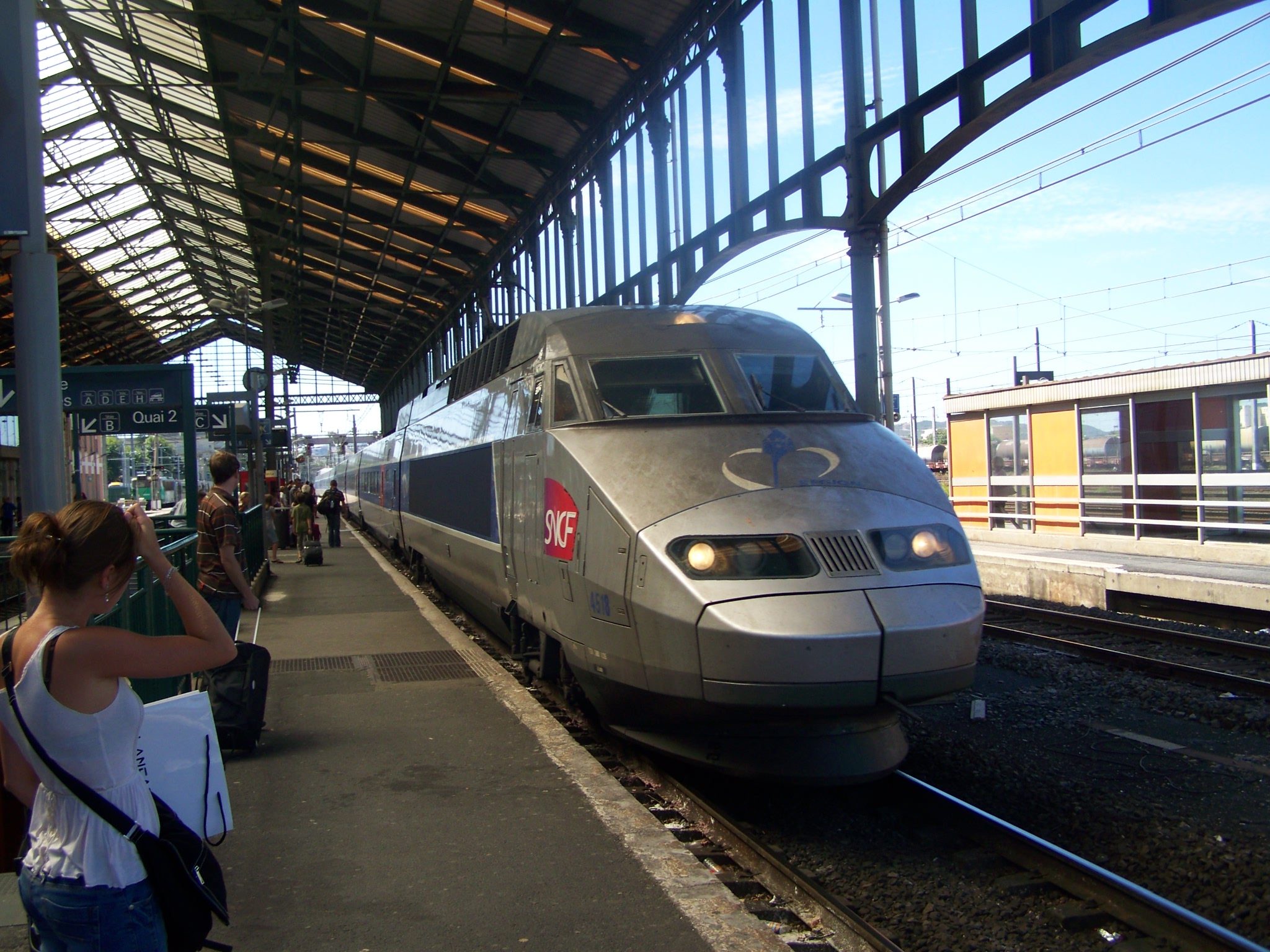
Une unité multiple de deux TGV Réseau entre en gare de Narbonne en provenance de Perpignan en 2008.

Les principales gares de voyageurs de l'Aude sont Narbonne, Carcassonne et Castelnaudary, avec une fréquentation annuelle de 1 239 000, 775 000 et 282 000 voyageurs respectivement en 2019.
La gare de Narbonne est située à l'intersection de deux des principaux axes ferroviaires du sud de la France, la ligne de Bordeaux-Saint-Jean à Sète-Ville et la ligne de Narbonne à Port-Bou (frontière), toutes deux à double voie électrifiée et parcourues par un trafic mixte de TGV inOui, Intercités, TER Occitanie (liO) et trains de fret. Narbonne est notamment desservie par les TGV inOui reliant Paris-Gare de Lyon et Bruxelles-Midi à Perpignan et Barcelone-Sants ; Carcassonne et Narbonne sont desservies par les TGV inOui reliant Toulouse-Matabiau à Lyon-Part-Dieu, par les Intercités reliant Bordeaux-Saint-Jean à Marseille-Saint-Charles et par les Intercités de nuit reliant Paris-Austerlitz à Cerbère.
Ces deux lignes font l'objet de projets de doublement par des lignes à grande vitesse, à long terme : la ligne nouvelle Montpellier - Perpignan et la ligne nouvelle Toulouse - Narbonne.
La petite ligne de Carcassonne à Rivesaltes, en revanche, est une voie unique non-électrifiée, parcourue par de rares TER Occitanie jusqu'à Limoux seulement ; au-delà, le trafic est suspendu depuis 2018 jusqu'à Quillan (avec des projets de réouverture), et définitivement arrêté après Quillan.

## Transport maritime
Le port de Port-la-Nouvelle est le troisième port de commerce français de la Méditerranée.

## Transport fluvial

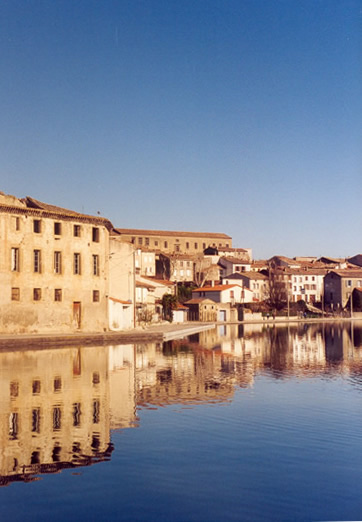
Le canal du Midi à Castelnaudary.

Le canal du Midi, reliant Toulouse à Sète, forme avec la Garonne l'un des plus anciens axes navigables de France, reliant l'Atlantique à la Méditerranée depuis le XVIIe siècle. Le canal de la Robine est un embranchement du canal du Midi, qui le relie à Port-la-Nouvelle via Narbonne. Toutefois, ces deux canaux, au gabarit Freycinet (classe I CEMT) ou inférieur (classe 0 CEMT pour une partie du canal du Midi), possèdent un gabarit trop réduit pour la plupart des navires modernes et sont donc aujourd'hui presque exclusivement exploités pour le tourisme fluvial. Le canal du Midi, classé au Patrimoine mondial, constitue une attraction touristique de première importance, et ses berges, écluses, pont-canaux et ports font l'objet d'une valorisation croissante.

## Transport aérien
L'aéroport de Carcassonne-Salvaza est desservi exclusivement par la compagnie à bas coût Ryanair, qui relie Carcasonne à une dizaine de destinations européennes.
Le département compte en outre plusieurs aérodromes destinés principalement à l'aviation légère de tourisme et de loisirs : Castelnaudary - Villeneuve, Lézignan-Corbières, Montagne Noire, Narbonne-Vinassan et Puivert.

## Transports en commun urbains et périurbains
Carcassonne Agglo et Le Grand Narbonne sont autorités organisatrices de la mobilité sur leur territoire et organisent des services de transport dans leur ressort territorial.
Les réseaux RTCA (Carcassonne) et Citibus (Narbonne) comptent une vingtaine de lignes urbaines et suburbaines d'autobus chacune, ainsi que du TAD et du TPMR, qui s'étendent sur des zones géographiques assez étendues.

## Modes actifs
Le département est traversé par plusieurs voies vertes, véloroutes et sentiers de grande randonnée.